# سباق سيراتزيت تشالنج 2020
سباق سيراتزيت تشالنج 2020 (بالإسبانية: Ceratizit Challenge by La Vuelta 2020) هو سباق دراجات هوائية، وهو الموسم السادس من سباق سيراتزيت تشالنج، وأقيم خلال الفترة من 6 نوفمبر 2020، وحتى 8 نوفمبر 2020 ضمن سباقات طواف العالم للدراجات للسيدات 2020، وشارك فيه 84 متسابقاً ووصل إلى نهايته 67 متسابقاً.
فاز بالمركز الأول ليزا برينور، وبالمركز الثاني إليسا ونغو بورغيني، وبالمركز الثالث لورينا ويبيس، وفاز ليزا برينور في ترتيب النقاط، وكان الفائز حسب النقاط للشباب لورينا ويبيس.

## الفرق
| فرق سيدات عالمية (6)- يو أي أيه تيم ‏ - كانيون إس آر إيه إم راسينغ 2020 ‏ - Liv AlUla Jayco ‏ - موفيستار للسيدات ‏ - فريق سنويب للسيدات 2020 ‏ - Lidl–Trek (women's team) ‏ فرق دراجات قارية سيدات (9)- Ceratizit Pro Cycling ‏ - ماسي تكتيك تيم للسيدات ‏ - بيبينك 2020 ‏ - بيزكايا دورانجو 2020 ‏ - دولتشيني فان إيك سبورت 2020 ‏ - تيم كوب هايتك بوردكتس ‏ - ريو مييرا - كانتابريا ديبورتي ‏ - سوبيلا ومنز تيم ‏ - فالكار سيلانس ‏ فريق دراجات قاري سيدات- Burgos Alimenta Women Cycling Sport ‏ |  |
| |  |

## المراحل
| قائمة المراحل | قائمة المراحل | قائمة المراحل                         | قائمة المراحل  | قائمة المراحل | قائمة المراحل   | قائمة المراحل |
| المرحلة       | التاريخ       | الدورة                                |                | المسافة (كم)  | الفائز بالمرحلة | القائد العام  |
| ------------- | ------------- | ------------------------------------- | -------------- | ------------- | --------------- | ------------- |
| مرحلة 1       | 6 نوفمبر      | طليطلة – إسكالونا                     | مرحلة جبلية    | 82٫8          | لورينا ويبيس    | لورينا ويبيس  |
| مرحلة 2       | 7 نوفمبر      | بواديلا ديل مونتي – بواديلا ديل مونتي | فردي ضد الساعة | 9٫3           | ليزا برينور     | ليزا برينور   |
| مرحلة 3       | 8 نوفمبر      | مدريد – مدريد                         | مرحلة مستوية   | 98٫6          | إليسا بالسامو   | ليزا برينور   |

## النتيجة

### مرحلة 1
هي مرحلة جبلية، أقيمت في 6 نوفمبر 2020، وامتدّت لمسافة 82.8 كيلومتر. فاز بالمرحلة لورينا ويبيس، وكان متصدر الترتيب العام في نهاية المرحلة لورينا ويبيس، وكان المتصدر حسب ترتيب النقاط لورينا ويبيس، وتصدر ترتيب النقاط للشباب لورينا ويبيس، وكان متصدر ترتيب الفرق Ceratizit Pro Cycling ‏.
| التصنيف العام         | التصنيف العام          | التصنيف العام    | التصنيف العام          | التصنيف العام |
| العداء                | العداء                 | البلد            | الفريق                 | الوقت         |
| --------------------- | ---------------------- | ---------------- | ---------------------- | ------------- |
| 1                     | لورينا ويبيس           | هولندا           | فريق سنويب للسيدات ‏    | 2 س 00 د 01 ث |
| 2                     | إليسا بالسامو          | إيطاليا          | فالكار سيلانس ‏         | + 5 ث         |
| 3                     | ليزا برينور            | ألمانيا          | Ceratizit Pro Cycling ‏ | + 10 ث        |
| 4                     | Jelena Erić (cyclist) ‏ | صربيا            | موفيستار للسيدات ‏      | + 15 ث        |
| 5                     | أليس بارنز             | المملكة المتحدة  | كانيون–إس آر إيه إم ‏   | + 18 ث        |
| 6                     | Silvia Zanardi ‏        | إيطاليا          | بيبينك ‏                | + 19 ث        |
| 7                     | الكسيس ريان            | الولايات المتحدة | كانيون–إس آر إيه إم ‏   | + 19 ث        |
| 8                     | Laura Asencio ‏         | فرنسا            | Ceratizit Pro Cycling ‏ | + 19 ث        |
| 9                     | Vittoria Guazzini ‏     | إيطاليا          | فالكار سيلانس ‏         | + 19 ث        |
| 10                    | سارة روي               | أستراليا         | Liv AlUla Jayco ‏       | + 19 ث        |
| مصدر: ProCyclingStats |                        |                  |                        |               |

### مرحلة 2
هي مرحلة من نوع سباق زمن فردي، أقيمت في 7 نوفمبر 2020، وامتدّت لمسافة 9.3 كيلومتر. فاز بالمرحلة ليزا برينور، وكان متصدر الترتيب العام في نهاية المرحلة ليزا برينور.
| التصنيف العام         | التصنيف العام      | التصنيف العام   | التصنيف العام             | التصنيف العام |
| العداء                | العداء             | البلد           | الفريق                    | الوقت         |
| --------------------- | ------------------ | --------------- | ------------------------- | ------------- |
| 1                     | ليزا برينور        | ألمانيا         | Ceratizit Pro Cycling ‏    | 2 س 12 د 51 ث |
| 2                     | إليسا ونغو بورغيني | إيطاليا         | Lidl–Trek (women's team) ‏ | + 10 ث        |
| 3                     | Ellen van Dijk     | هولندا          | Lidl–Trek (women's team) ‏ | + 13 ث        |
| 4                     | أنيميك فان فليوتن  | هولندا          | Liv AlUla Jayco ‏          | + 17 ث        |
| 5                     | لورينا ويبيس       | هولندا          | فريق سنويب للسيدات ‏       | + 18 ث        |
| 6                     | ليا كيرشمان        | كندا            | فريق سنويب للسيدات ‏       | + 23 ث        |
| 7                     | سارة روي           | أستراليا        | Liv AlUla Jayco ‏          | + 27 ث        |
| 8                     | ميكي كروجر         | ألمانيا         | تيم كوب هايتك بوردكتس ‏    | + 30 ث        |
| 9                     | أليس بارنز         | المملكة المتحدة | كانيون–إس آر إيه إم ‏      | + 33 ث        |
| 10                    | Maaike Boogaard ‏   | هولندا          | يو أي أيه تيم ‏            | + 35 ث        |
| مصدر: ProCyclingStats |                    |                 |                           |               |

### مرحلة 3
هي مرحلة بسيطة، أقيمت في 8 نوفمبر 2020، وامتدّت لمسافة 98.6 كيلومتر. فاز بالمرحلة إليسا بالسامو، وكان متصدر الترتيب العام في نهاية المرحلة ليزا برينور.

## المشاركون
| Ceratizit Pro Cycling ‏ WNT | Ceratizit Pro Cycling ‏ WNT | Ceratizit Pro Cycling ‏ WNT |
| -------------------------- | -------------------------- | -------------------------- |
| م                          | عداء                       | مرتبة                      |
| 1                          | ليزا برينور (طريق)         | 1                          |
| 2                          | Laura Asencio ‏             | 41                         |
| 3                          | ماريا جوليا كونفالونيري    | 31                         |
| 4                          | Julie Norman Leth ‏         | 25                         |
| 5                          | Sarah Rijkes ‏              | 51                         |
| 6                          | Lara Vieceli ‏              | 42                         |

| Lidl–Trek (women's team) ‏ TFS | Lidl–Trek (women's team) ‏ TFS         | Lidl–Trek (women's team) ‏ TFS |
| ----------------------------- | ------------------------------------- | ----------------------------- |
| م                             | عداء                                  | مرتبة                         |
| 11                            | Audrey Cordon-Ragot (طريق)            | 19                            |
| 12                            | إليسا ونغو بورغيني (طريق و زمني فردي) | 2                             |
| 13                            | ليتيزيا باتيرنوستر                    | لم يكمل السباق-3              |
| 14                            | Ellen van Dijk                        | 4                             |

| فريق سنويب للسيدات ‏ SUN | فريق سنويب للسيدات ‏ SUN | فريق سنويب للسيدات ‏ SUN |
| ----------------------- | ----------------------- | ----------------------- |
| م                       | عداء                    | مرتبة                   |
| 21                      | ليا كيرشمان             | 5                       |
| 22                      | ليان ليبرت              | 18                      |
| 23                      | Wilma Olausson ‏         | 27                      |
| 24                      | Julia Soek ‏             | 24                      |
| 25                      | لورينا ويبيس            | 3                       |

| Liv AlUla Jayco ‏ MTS | Liv AlUla Jayco ‏ MTS     | Liv AlUla Jayco ‏ MTS |
| -------------------- | ------------------------ | -------------------- |
| م                    | عداء                     | مرتبة                |
| 31                   | أنيميك فان فليوتن (طريق) | 6                    |
| 32                   | جيسيكا ألين              | لم يكمل السباق-3     |
| 33                   | يانيكي إنسينغ            | 23                   |
| 34                   | جيسيكا روبرتس            | 15                   |
| 35                   | سارة روي                 | 7                    |
| 36                   | جورجيا وليامز            | 17                   |

| كانيون–إس آر إيه إم ‏ CSR | كانيون–إس آر إيه إم ‏ CSR | كانيون–إس آر إيه إم ‏ CSR |
| ------------------------ | ------------------------ | ------------------------ |
| م                        | عداء                     | مرتبة                    |
| 41                       | Alice Barnes (طريق)      | 9                        |
| 42                       | Rotem Gafinovitz ‏        | 28                       |
| 43                       | إيلا هاريس               | لم يكمل السباق-3         |
| 44                       | هانا لودفيغ              | 13                       |
| 45                       | Christa Riffel ‏          | 33                       |
| 46                       | الكسيس ريان              | لم يكمل السباق-3         |

| فالكار سيلانس ‏ VAL | فالكار سيلانس ‏ VAL | فالكار سيلانس ‏ VAL |
| ------------------ | ------------------ | ------------------ |
| م                  | عداء               | مرتبة              |
| 51                 | مارتا كافالي       | 16                 |
| 52                 | إليسا بالسامو      | 11                 |
| 53                 | كيارا كونسوني      | 34                 |
| 54                 | Vittoria Guazzini ‏ | 37                 |
| 55                 | Barbara Malcotti ‏  | 58                 |
| 56                 | Ilaria Sanguineti ‏ | 29                 |

| يو أي أيه تيم ‏ ALE | يو أي أيه تيم ‏ ALE   | يو أي أيه تيم ‏ ALE |
| ------------------ | -------------------- | ------------------ |
| م                  | عداء                 | مرتبة              |
| 61                 | مارتا باستيانيلي     | 40                 |
| 62                 | Maaike Boogaard ‏     | 8                  |
| 63                 | يوجينة بوجاك         | 12                 |
| 64                 | Urša Pintar ‏ (طريق)  | 38                 |
| 65                 | Anna Trevisi ‏        | لم يكمل السباق-3   |
| 66                 | Eri Yonamine ‏ (طريق) | 32                 |

| موفيستار للسيدات ‏ MOV | موفيستار للسيدات ‏ MOV  | موفيستار للسيدات ‏ MOV |
| --------------------- | ---------------------- | --------------------- |
| م                     | عداء                   | مرتبة                 |
| 71                    | باربرا جوارشي          | 35                    |
| 72                    | Katrine Aalerud ‏       | 22                    |
| 73                    | Jelena Erić (cyclist) ‏ | 20                    |
| 74                    | أليسيا غونزاليس بلانكو | 50                    |
| 75                    | غلوريا رودريغيز        | 56                    |
| 76                    | Alba Teruel Ribes ‏     | 59                    |

| دولتشيني فان إيك بروكسيموس ‏ DVE | دولتشيني فان إيك بروكسيموس ‏ DVE | دولتشيني فان إيك بروكسيموس ‏ DVE |
| ------------------------------- | ------------------------------- | ------------------------------- |
| م                               | عداء                            | مرتبة                           |
| 81                              | Christina Schweinberger ‏        | 21                              |
| 82                              | Minke Bakker‏                    | 60                              |
| 83                              | Marieke de Groot ‏               | 54                              |
| 84                              | Nicole Hanselmann ‏              | 49                              |

| بيبينك ‏ BPK | بيبينك ‏ BPK       | بيبينك ‏ BPK |
| ----------- | ----------------- | ----------- |
| م           | عداء              | مرتبة       |
| 91          | سيمونا فرايبسي    | 39          |
| 92          | Camilla Alessio ‏  | 30          |
| 93          | Vania Canvelli ‏   | 65          |
| 94          | Giorgia Catarzi ‏  | 48          |
| 95          | Silvia Valsecchi ‏ | 26          |
| 96          | Silvia Zanardi ‏   | 36          |

| Burgos Alimenta Women Cycling Sport ‏ CDO | Burgos Alimenta Women Cycling Sport ‏ CDO | Burgos Alimenta Women Cycling Sport ‏ CDO |
| ---------------------------------------- | ---------------------------------------- | ---------------------------------------- |
| م                                        | عداء                                     | مرتبة                                    |
| 101                                      | Alessia Vigilia ‏                         | لم يكمل السباق-3                         |
| 102                                      | ساندرا ألونسو                            | 46                                       |
| 103                                      | ESP                                      | لم يكمل السباق-3                         |
| 104                                      | ماغورزاتا جاسيسكا                        | 44                                       |
| 105                                      | Rachel Neylan ‏                           | 52                                       |

| بيزكايا دورانجو ‏ BDP | بيزكايا دورانجو ‏ BDP | بيزكايا دورانجو ‏ BDP |
| -------------------- | -------------------- | -------------------- |
| م                    | عداء                 | مرتبة                |
| 111                  | إليزابيث هولدن       | 45                   |
| 112                  | Yurani Blanco ‏       | لم يكمل السباق-1     |
| 113                  | Émilie Fortin ‏       | 57                   |
| 114                  | Ariana Gilabert ‏     | لم يكمل السباق-3     |

| تيم كوب هايتك بوردكتس ‏ HPU | تيم كوب هايتك بوردكتس ‏ HPU | تيم كوب هايتك بوردكتس ‏ HPU |
| -------------------------- | -------------------------- | -------------------------- |
| م                          | عداء                       | مرتبة                      |
| 121                        | لوسي جارنر                 | 55                         |
| 122                        | Martine Gjøs ‏              | لم يكمل السباق-1           |
| 123                        | Vita Heine ‏                | 14                         |
| 124                        | ميكي كروجر                 | 10                         |

| سوبيلا ومنز تيم ‏ SWT | سوبيلا ومنز تيم ‏ SWT      | سوبيلا ومنز تيم ‏ SWT |
| -------------------- | ------------------------- | -------------------- |
| م                    | عداء                      | مرتبة                |
| 131                  | Claire Steels ‏            | 62                   |
| 132                  | Naia Amondarain ‏          | لم يكمل السباق-1     |
| 133                  | Maria Banlles Santamaria ‏ | لم يكمل السباق-1     |
| 134                  | سارا مارتين               | 47                   |
| 135                  | Emma Ortiz‏                | لم يكمل السباق-3     |

| ماسي تكتيك تيم للسيدات ‏ MAT | ماسي تكتيك تيم للسيدات ‏ MAT | ماسي تكتيك تيم للسيدات ‏ MAT |
| --------------------------- | --------------------------- | --------------------------- |
| م                           | عداء                        | مرتبة                       |
| 141                         | Mireia Benito ‏              | 63                          |
| 142                         | بيلين لوبيز                 | 53                          |
| 143                         | Martina Moreno Monteys‏      | لم يكمل السباق-3            |
| 144                         | Patricia Ortega Ruiz ‏       | لم يكمل السباق-3            |
| 145                         | Gabrielle Pilote Fortin ‏    | 64                          |
| 146                         | Mireia Trias ‏               | 43                          |

| ريو مييرا - كانتابريا ديبورتي ‏ RMC | ريو مييرا - كانتابريا ديبورتي ‏ RMC | ريو مييرا - كانتابريا ديبورتي ‏ RMC |
| ---------------------------------- | ---------------------------------- | ---------------------------------- |
| م                                  | عداء                               | مرتبة                              |
| 151                                | Elisabet Escursell Valero ‏         | لم يكمل السباق-2                   |
| 152                                | Paula Diaz‏                         | 61                                 |
| 153                                | Carolina Esteban‏                   | 66                                 |
| 154                                | Susana Perez Conejero‏              | لم يكمل السباق-3                   |
| 155                                | Laura Tenorio‏                      | 67                                 |

| Ceratizit Pro Cycling ‏ WNT | Ceratizit Pro Cycling ‏ WNT | Ceratizit Pro Cycling ‏ WNT |
| -------------------------- | -------------------------- | -------------------------- |
| م                          | عداء                       | مرتبة                      |
| 1                          | ليزا برينور (طريق)         | 1                          |
| 2                          | Laura Asencio ‏             | 41                         |
| 3                          | ماريا جوليا كونفالونيري    | 31                         |
| 4                          | Julie Norman Leth ‏         | 25                         |
| 5                          | Sarah Rijkes ‏              | 51                         |
| 6                          | Lara Vieceli ‏              | 42                         |

| Lidl–Trek (women's team) ‏ TFS | Lidl–Trek (women's team) ‏ TFS         | Lidl–Trek (women's team) ‏ TFS |
| ----------------------------- | ------------------------------------- | ----------------------------- |
| م                             | عداء                                  | مرتبة                         |
| 11                            | Audrey Cordon-Ragot (طريق)            | 19                            |
| 12                            | إليسا ونغو بورغيني (طريق و زمني فردي) | 2                             |
| 13                            | ليتيزيا باتيرنوستر                    | لم يكمل السباق-3              |
| 14                            | Ellen van Dijk                        | 4                             |

| فريق سنويب للسيدات ‏ SUN | فريق سنويب للسيدات ‏ SUN | فريق سنويب للسيدات ‏ SUN |
| ----------------------- | ----------------------- | ----------------------- |
| م                       | عداء                    | مرتبة                   |
| 21                      | ليا كيرشمان             | 5                       |
| 22                      | ليان ليبرت              | 18                      |
| 23                      | Wilma Olausson ‏         | 27                      |
| 24                      | Julia Soek ‏             | 24                      |
| 25                      | لورينا ويبيس            | 3                       |

| Liv AlUla Jayco ‏ MTS | Liv AlUla Jayco ‏ MTS     | Liv AlUla Jayco ‏ MTS |
| -------------------- | ------------------------ | -------------------- |
| م                    | عداء                     | مرتبة                |
| 31                   | أنيميك فان فليوتن (طريق) | 6                    |
| 32                   | جيسيكا ألين              | لم يكمل السباق-3     |
| 33                   | يانيكي إنسينغ            | 23                   |
| 34                   | جيسيكا روبرتس            | 15                   |
| 35                   | سارة روي                 | 7                    |
| 36                   | جورجيا وليامز            | 17                   |

| كانيون–إس آر إيه إم ‏ CSR | كانيون–إس آر إيه إم ‏ CSR | كانيون–إس آر إيه إم ‏ CSR |
| ------------------------ | ------------------------ | ------------------------ |
| م                        | عداء                     | مرتبة                    |
| 41                       | Alice Barnes (طريق)      | 9                        |
| 42                       | Rotem Gafinovitz ‏        | 28                       |
| 43                       | إيلا هاريس               | لم يكمل السباق-3         |
| 44                       | هانا لودفيغ              | 13                       |
| 45                       | Christa Riffel ‏          | 33                       |
| 46                       | الكسيس ريان              | لم يكمل السباق-3         |

| فالكار سيلانس ‏ VAL | فالكار سيلانس ‏ VAL | فالكار سيلانس ‏ VAL |
| ------------------ | ------------------ | ------------------ |
| م                  | عداء               | مرتبة              |
| 51                 | مارتا كافالي       | 16                 |
| 52                 | إليسا بالسامو      | 11                 |
| 53                 | كيارا كونسوني      | 34                 |
| 54                 | Vittoria Guazzini ‏ | 37                 |
| 55                 | Barbara Malcotti ‏  | 58                 |
| 56                 | Ilaria Sanguineti ‏ | 29                 |

| يو أي أيه تيم ‏ ALE | يو أي أيه تيم ‏ ALE   | يو أي أيه تيم ‏ ALE |
| ------------------ | -------------------- | ------------------ |
| م                  | عداء                 | مرتبة              |
| 61                 | مارتا باستيانيلي     | 40                 |
| 62                 | Maaike Boogaard ‏     | 8                  |
| 63                 | يوجينة بوجاك         | 12                 |
| 64                 | Urša Pintar ‏ (طريق)  | 38                 |
| 65                 | Anna Trevisi ‏        | لم يكمل السباق-3   |
| 66                 | Eri Yonamine ‏ (طريق) | 32                 |

| موفيستار للسيدات ‏ MOV | موفيستار للسيدات ‏ MOV  | موفيستار للسيدات ‏ MOV |
| --------------------- | ---------------------- | --------------------- |
| م                     | عداء                   | مرتبة                 |
| 71                    | باربرا جوارشي          | 35                    |
| 72                    | Katrine Aalerud ‏       | 22                    |
| 73                    | Jelena Erić (cyclist) ‏ | 20                    |
| 74                    | أليسيا غونزاليس بلانكو | 50                    |
| 75                    | غلوريا رودريغيز        | 56                    |
| 76                    | Alba Teruel Ribes ‏     | 59                    |

| دولتشيني فان إيك بروكسيموس ‏ DVE | دولتشيني فان إيك بروكسيموس ‏ DVE | دولتشيني فان إيك بروكسيموس ‏ DVE |
| ------------------------------- | ------------------------------- | ------------------------------- |
| م                               | عداء                            | مرتبة                           |
| 81                              | Christina Schweinberger ‏        | 21                              |
| 82                              | Minke Bakker‏                    | 60                              |
| 83                              | Marieke de Groot ‏               | 54                              |
| 84                              | Nicole Hanselmann ‏              | 49                              |

| بيبينك ‏ BPK | بيبينك ‏ BPK       | بيبينك ‏ BPK |
| ----------- | ----------------- | ----------- |
| م           | عداء              | مرتبة       |
| 91          | سيمونا فرايبسي    | 39          |
| 92          | Camilla Alessio ‏  | 30          |
| 93          | Vania Canvelli ‏   | 65          |
| 94          | Giorgia Catarzi ‏  | 48          |
| 95          | Silvia Valsecchi ‏ | 26          |
| 96          | Silvia Zanardi ‏   | 36          |

| Burgos Alimenta Women Cycling Sport ‏ CDO | Burgos Alimenta Women Cycling Sport ‏ CDO | Burgos Alimenta Women Cycling Sport ‏ CDO |
| ---------------------------------------- | ---------------------------------------- | ---------------------------------------- |
| م                                        | عداء                                     | مرتبة                                    |
| 101                                      | Alessia Vigilia ‏                         | لم يكمل السباق-3                         |
| 102                                      | ساندرا ألونسو                            | 46                                       |
| 103                                      | ESP                                      | لم يكمل السباق-3                         |
| 104                                      | ماغورزاتا جاسيسكا                        | 44                                       |
| 105                                      | Rachel Neylan ‏                           | 52                                       |

| بيزكايا دورانجو ‏ BDP | بيزكايا دورانجو ‏ BDP | بيزكايا دورانجو ‏ BDP |
| -------------------- | -------------------- | -------------------- |
| م                    | عداء                 | مرتبة                |
| 111                  | إليزابيث هولدن       | 45                   |
| 112                  | Yurani Blanco ‏       | لم يكمل السباق-1     |
| 113                  | Émilie Fortin ‏       | 57                   |
| 114                  | Ariana Gilabert ‏     | لم يكمل السباق-3     |

| تيم كوب هايتك بوردكتس ‏ HPU | تيم كوب هايتك بوردكتس ‏ HPU | تيم كوب هايتك بوردكتس ‏ HPU |
| -------------------------- | -------------------------- | -------------------------- |
| م                          | عداء                       | مرتبة                      |
| 121                        | لوسي جارنر                 | 55                         |
| 122                        | Martine Gjøs ‏              | لم يكمل السباق-1           |
| 123                        | Vita Heine ‏                | 14                         |
| 124                        | ميكي كروجر                 | 10                         |

| سوبيلا ومنز تيم ‏ SWT | سوبيلا ومنز تيم ‏ SWT      | سوبيلا ومنز تيم ‏ SWT |
| -------------------- | ------------------------- | -------------------- |
| م                    | عداء                      | مرتبة                |
| 131                  | Claire Steels ‏            | 62                   |
| 132                  | Naia Amondarain ‏          | لم يكمل السباق-1     |
| 133                  | Maria Banlles Santamaria ‏ | لم يكمل السباق-1     |
| 134                  | سارا مارتين               | 47                   |
| 135                  | Emma Ortiz‏                | لم يكمل السباق-3     |

| ماسي تكتيك تيم للسيدات ‏ MAT | ماسي تكتيك تيم للسيدات ‏ MAT | ماسي تكتيك تيم للسيدات ‏ MAT |
| --------------------------- | --------------------------- | --------------------------- |
| م                           | عداء                        | مرتبة                       |
| 141                         | Mireia Benito ‏              | 63                          |
| 142                         | بيلين لوبيز                 | 53                          |
| 143                         | Martina Moreno Monteys‏      | لم يكمل السباق-3            |
| 144                         | Patricia Ortega Ruiz ‏       | لم يكمل السباق-3            |
| 145                         | Gabrielle Pilote Fortin ‏    | 64                          |
| 146                         | Mireia Trias ‏               | 43                          |

| ريو مييرا - كانتابريا ديبورتي ‏ RMC | ريو مييرا - كانتابريا ديبورتي ‏ RMC | ريو مييرا - كانتابريا ديبورتي ‏ RMC |
| ---------------------------------- | ---------------------------------- | ---------------------------------- |
| م                                  | عداء                               | مرتبة                              |
| 151                                | Elisabet Escursell Valero ‏         | لم يكمل السباق-2                   |
| 152                                | Paula Diaz‏                         | 61                                 |
| 153                                | Carolina Esteban‏                   | 66                                 |
| 154                                | Susana Perez Conejero‏              | لم يكمل السباق-3                   |
| 155                                | Laura Tenorio‏                      | 67                                 |

## التصنيف العام النهائي
| التصنيف العام         | التصنيف العام      | التصنيف العام   | التصنيف العام             | التصنيف العام |
| العداء                | العداء             | البلد           | الفريق                    | الوقت         |
| --------------------- | ------------------ | --------------- | ------------------------- | ------------- |
| 1                     | ليزا برينور        | ألمانيا         | Ceratizit Pro Cycling ‏    | 4 س 29 د 21 ث |
| 2                     | إليسا ونغو بورغيني | إيطاليا         | Lidl–Trek (women's team) ‏ | + 12 ث        |
| 3                     | لورينا ويبيس       | هولندا          | فريق سنويب للسيدات ‏       | + 13 ث        |
| 4                     | Ellen van Dijk     | هولندا          | Lidl–Trek (women's team) ‏ | + 31 ث        |
| 5                     | ليا كيرشمان        | كندا            | فريق سنويب للسيدات ‏       | + 42 ث        |
| 6                     | أنيميك فان فليوتن  | هولندا          | Liv AlUla Jayco ‏          | + 44 ث        |
| 7                     | سارة روي           | أستراليا        | Liv AlUla Jayco ‏          | + 46 ث        |
| 8                     | Maaike Boogaard ‏   | هولندا          | يو أي أيه تيم ‏            | + 52 ث        |
| 9                     | أليس بارنز         | المملكة المتحدة | كانيون–إس آر إيه إم ‏      | + 52 ث        |
| 10                    | ميكي كروجر         | ألمانيا         | تيم كوب هايتك بوردكتس ‏    | + 57 ث        |
| مصدر: ProCyclingStats |                    |                 |                           |               |

### تصنيف النقاط
| تصنيف النقاط          | تصنيف النقاط       | تصنيف النقاط    | تصنيف النقاط              | تصنيف النقاط |
| العداء                | العداء             | البلد           | الفريق                    | النقاط       |
| --------------------- | ------------------ | --------------- | ------------------------- | ------------ |
| 1                     | ليزا برينور        | ألمانيا         | Ceratizit Pro Cycling ‏    | 38 نقطة      |
| 2                     | لورينا ويبيس       | هولندا          | فريق سنويب للسيدات ‏       | 36 نقطة      |
| 3                     | إليسا ونغو بورغيني | إيطاليا         | Lidl–Trek (women's team) ‏ | 30 نقطة      |
| 4                     | إليسا بالسامو      | إيطاليا         | فالكار سيلانس ‏            | 15 نقطة      |
| 5                     | Silvia Zanardi ‏    | إيطاليا         | بيبينك ‏                   | 14 نقطة      |
| 6                     | هانا لودفيغ        | ألمانيا         | كانيون–إس آر إيه إم ‏      | 13 نقطة      |
| 7                     | جيسيكا روبرتس      | المملكة المتحدة | Liv AlUla Jayco ‏          | 11 نقطة      |
| 8                     | يانيكي إنسينغ      | هولندا          | Liv AlUla Jayco ‏          | 9 نقطة       |
| 9                     | Maaike Boogaard ‏   | هولندا          | يو أي أيه تيم ‏            | 8 نقطة       |
| 10                    | Wilma Olausson ‏    | السويد          | فريق سنويب للسيدات ‏       | 8 نقطة       |
| مصدر: ProCyclingStats |                    |                 |                           |              |

## تصانيف فرعية

### تصنيف أفضل شاب
| تصنيف أفضل شاب        | تصنيف أفضل شاب           | تصنيف أفضل شاب  | تصنيف أفضل شاب              | تصنيف أفضل شاب |
| العداء                | العداء                   | البلد           | الفريق                      | الوقت          |
| --------------------- | ------------------------ | --------------- | --------------------------- | -------------- |
| 1                     | لورينا ويبيس             | هولندا          | فريق سنويب للسيدات ‏         | 4 س 29 د 34 ث  |
| 2                     | Maaike Boogaard ‏         | هولندا          | يو أي أيه تيم ‏              | + 39 ث         |
| 3                     | أليس بارنز               | المملكة المتحدة | كانيون–إس آر إيه إم ‏        | + 39 ث         |
| 4                     | إليسا بالسامو            | إيطاليا         | فالكار سيلانس ‏              | + 46 ث         |
| 5                     | هانا لودفيغ              | ألمانيا         | كانيون–إس آر إيه إم ‏        | + 51 ث         |
| 6                     | جيسيكا روبرتس            | المملكة المتحدة | Liv AlUla Jayco ‏            | + 55 ث         |
| 7                     | مارتا كافالي             | إيطاليا         | فالكار سيلانس ‏              | + 56 ث         |
| 8                     | ليان ليبرت               | ألمانيا         | فريق سنويب للسيدات ‏         | + 58 ث         |
| 9                     | Jelena Erić (cyclist) ‏   | صربيا           | موفيستار للسيدات ‏           | + 1 د 06 ث     |
| 10                    | Christina Schweinberger ‏ | النمسا          | دولتشيني فان إيك بروكسيموس ‏ | + 1 د 10 ث     |
| مصدر: ProCyclingStats |                          |                 |                             |                |

## وصلات خارجية
- الموقع الرسمي
- لمحة عن سباق سباق سيراتزيت تشالنج 2020 على موقع  ProCyclingStats   (برو  سايكلنج  ستاتس) - إحصاءات  محترفي  الدراجات.
- سباق سيراتزيت تشالنج 2020 على موقع إحصائيات الدراجات الإحترافية (الإنجليزية)